# Leader of the Pack (Bette Midler)
Leader of the Pack in de uitvoering van Bette Midler is het derde nummer op de B-kant – en het het achtste van de totaal elf tracks – op haar studio- en debuutalbum "The Divine Miss M" dat in 1972 werd uitgebracht. Het is een coverversie van de gelijknamige hitsingle van The Shangri-Las uit 1964. Deze uitvoering door Midler is, in tegenstelling tot de tracks "Do You Want to Dance?" en "Boogie Woogie Bugle Boy" op hetzelfde album (beide eveneens coverversies), niet op single uitgebracht, maar is wel meermalen door haar live ten gehore gebracht.